# ألفرد جي. مورلي
ألفرد جي. مورلي هو مهندس مدني وسياسي كندي، ولد في 1861، وتوفي في 16 سبتمبر 1958.